# Verkiezing

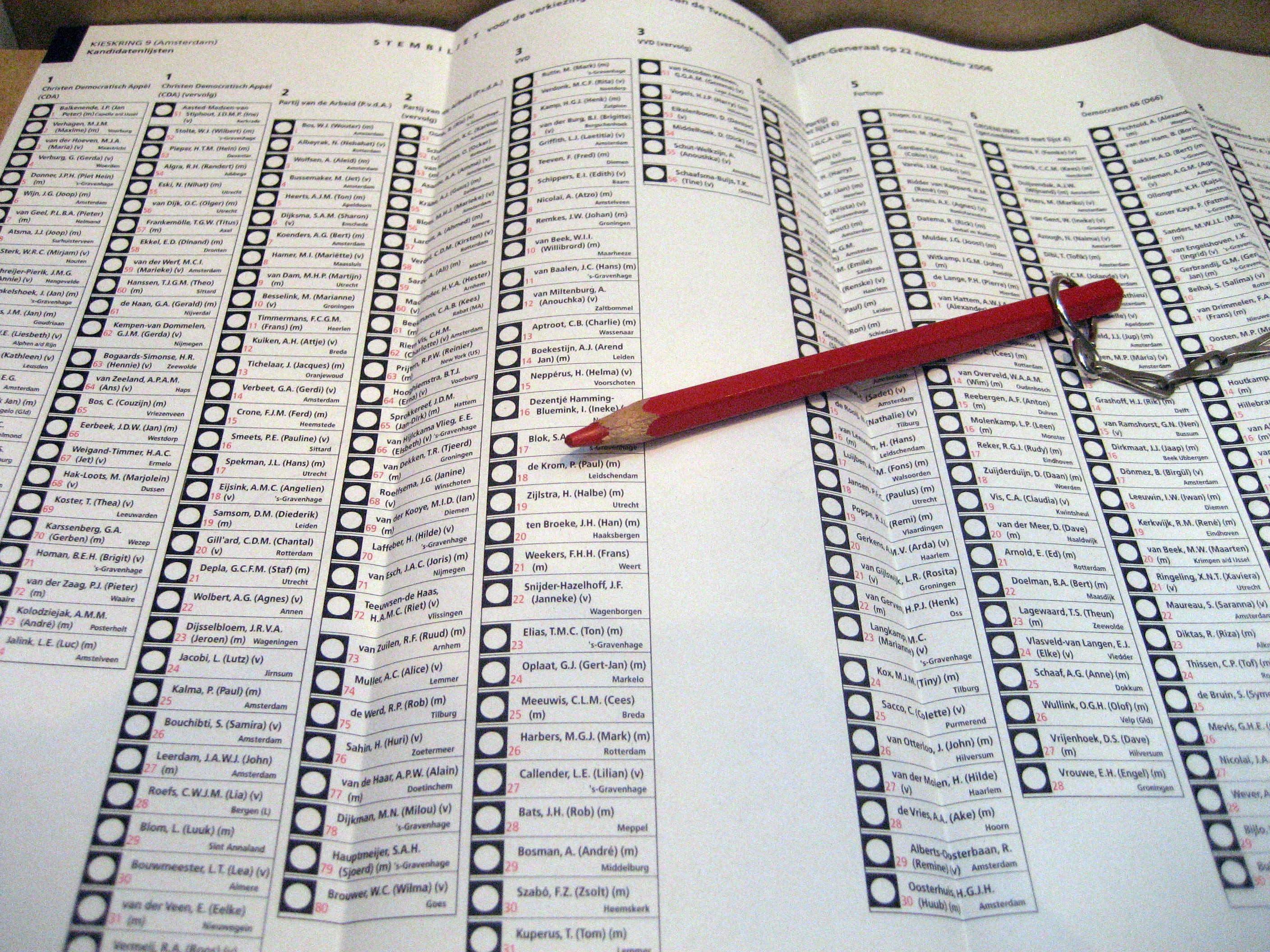
Bij verkiezingen wordt er in veel landen gestemd met een stempotlood op een stembiljet

Een verkiezing is een methode waarbij een aantal personen, de kiesgerechtigden, door middel van een stemming bepaalt aan wie een bepaalde functie, post of titel moet worden toegekend.
Door middel van verkiezingen wordt bijvoorbeeld uitgemaakt wie of wat "de beste" is, bijvoorbeeld bij het Eurovisiesongfestival of bij de Miss Worldverkiezingen.
In democratische landen worden de vertegenwoordigers (van het volk) die de wetgevende organen uitmaken, en soms van uitvoerende organen, door middel van verkiezingen aangeduid.

## Politieke verkiezingen
In het staatsrecht wordt bepaald wat de waarde is van politieke verkiezingen, met andere woorden wat het staatsrechtelijke gevolg is van de uitslag van de politieke verkiezing. In de meeste landen vinden de verkiezingen periodiek plaats, tenzij er zich bijzondere omstandigheden hebben voorgedaan, zoals de val van een kabinet. Een uitzondering vormt de verkiezing voor het Lagerhuis in het Verenigd Koninkrijk. De zittende regering kan namelijk de datum van deze verkiezing binnen bepaalde grenzen zelf vaststellen.
In België worden de meeste politieke verkiezingen periodiek georganiseerd (gemeente, provincie, regionale en Europese verkiezingen). Alleen voor het Federale Parlement is er een maximumduur van 4 jaar voor een legislatuur (regeerperiode tussen 2 verkiezingen) voorzien maar kan het parlement vervroegd ontbonden worden waardoor de verkiezingen sneller moeten georganiseerd worden.
In een aantal landen dient er een pre-electorale stilte in acht genomen te worden. Dat betekent dat er tijdens een bepaalde periode voorafgaand aan de verkiezingen geen campagne gevoerd mag worden, en vaak is ook overige berichtgeving over de verkiezingen tijdens deze periode aan banden gelegd.

### Directe en getrapte verkiezingen
De meeste politieke verkiezingen zijn directe verkiezingen. Hierbij worden de vertegenwoordigers door de bevolking rechtstreeks gekozen. Dit betekent dat die leden worden gekozen die de meeste stemmen hebben behaald.
- Nederlandse voorbeelden van directe verkiezingen zijn de gemeenteraden, Provinciale Staten en de leden van de Tweede Kamer der Staten-Generaal. De leden van de gemeenteraad, Provinciale Staten en Tweede Kamer worden rechtstreeks (direct) door de bevolking gekozen.
- Belgische voorbeelden van directe verkiezingen zijn de gemeenteraden, provincieraden, de leden van de regionale parlementen, de volksvertegenwoordigers en een deel van de senaat waarin de vertegenwoordigers rechtstreeks (direct) worden door de bevolking gekozen.

Bij getrapte verkiezingen worden de vertegenwoordigers gekozen door de leden van een (lager) bestuurlijk orgaan die zelf verkozen vertegenwoordigers zijn.
- Een Nederlands voorbeeld van getrapte verkiezingen zijn die voor de leden van de Eerste Kamer der Staten-Generaal; de leden van de Eerste Kamer worden gekozen door de leden van alle Provinciale Staten en door de gekozen leden van het Kiescollege voor de Eerste Kamer in Caribisch Nederland.
- Een Belgisch voorbeeld zijn de provinciale senatoren (de provincieraden mogen een aantal senatoren verkiezen) en de gecoöpteerde senatoren boven op de rechtstreeks verkozen senatoren.
- Een Amerikaans voorbeeld zijn de presidentsverkiezingen in de Verenigde Staten waarbij de kiesmannen van het kiescollege de president kiezen.

### Europa
In de Europese Unie worden elke vijf jaar Europese verkiezingen gehouden voor het Europees Parlement.

## Kiessysteem
Het kiessysteem of kiesstelsel is de wijze waarop de verkiezingen van de volksvertegenwoordiging georganiseerd zijn. Het gehanteerde kiessysteem is van grote invloed op de wijze waarop een land of een ander bestuursniveau zoals een gemeente of provincie, bestuurd wordt. Er bestaan voor het kiessysteem uiteenlopende berekeningsmethodes. 